# 32 (numero)
Trentadue (cf. latino triginta duo, greco δύο καὶ τριάκοντα) è il numero naturale dopo il 31 e prima del 33.

## Proprietà matematiche
- È un numero pari.
- È un numero composto dai seguenti divisori: 1, 2, 4, 8, 16 e 32. Poiché la somma dei divisori (escluso il numero stesso) è 31 < 32, è un numero difettivo.
- È un numero potente.
- È il più piccolo intero positivo n per il quale vi sono esattamente 7 soluzioni per la equazione φ(x) = n.
- 32 = 2^5 = 100000 in notazione binaria.
- 2^32 - 1 = 3 x 5 x 17 x 257 x 65537 = È il prodotto dei primi 5 numeri di Fermat conosciuti.
- È la somma di due quadrati, 32 = 42 + 42.
- È il prodotto di 20x22x23=32.
- È parte delle terne pitagoriche (24, 32, 40), (32, 60, 68), (32, 126, 130), (32, 255, 257).
- È un numero a cifra ripetuta nel sistema di numerazione posizionale a base 7 (44).
- È un numero pratico.
- È un numero felice.
- È un numero di Leyland.

## Astronomia
- 32P/Comas Solá è una cometa periodica del sistema solare.
- 32 Pomona è un asteroide della fascia principale del sistema solare.
- NGC 32 è un asterismo della costellazione di Pegaso.

## Astronautica
- Cosmos 32 è un satellite artificiale russo.

## Chimica
- È il numero atomico del Germanio (Ge).

## Fisica
- Nella scala Fahrenheit, sono i gradi a cui congela l'acqua al livello del mare.

## Biologia
- È il numero di denti nella dentatura completa di un essere umano adulto.

## Simbologia

### Smorfia
- Nella smorfia il numero 32 è il capitone.

### Giochi
- Negli scacchi, sono 32 i quadrati neri sulla scacchiera, i quadrati bianchi e il totale di pezzi (neri e bianchi) all'inizio del gioco.

## Cabala
- 32 sono i sentieri del Sefer Yetzirah

## Convenzioni

### Informatica
- È la dimensione di un databus a 4 byte in bit: 32-bit.
- È la codifica numerica del carattere spazio, blank, nei codici ASCII e Unicode.
- In molti linguaggi di programmazione, l'estensione dei registri binari per molti tipi di dati ammonta a 32 bit.

## Sport
- Nella pallacanestro è stato il numero di maglia di tanti campioni: tra gli altri Magic Johnson (L.A. Lakers), Karl Malone (Utah Jazz) e Shaquille O'Neal (solo nelle squadre in cui tale numero di maglia non era stato ancora ritirato).